# Gibson (Karolina Północna)
Gibson – miasto w Stanach Zjednoczonych, w stanie Karolina Północna, w hrabstwie Scotland.